# The Living Dead Girl
The Living Dead Girl (Original: La Morte vivante) ist ein französischer Horrorfilm von Regisseur Jean Rollin aus dem Jahr 1982. Der deutsche Verleihtitel war Lady Dracula.

## Handlung
Drei zwielichtige Umweltsünder lagern illegal chemischen Giftmüll in den Katakomben eines halbverfallenen Minenschachtes und plündern bei dieser Gelegenheit zwei Särge in einer angrenzenden Gruft. Nachdem die Gräber von Antoinette Valmont und ihrer vor zwei Monaten verstorbenen Tochter Catherine offenliegen, stürzt durch ein plötzlich auftretendes Erdbeben eines der Giftfässer um und setzt toxische Dämpfe frei, die Catherine wieder zum Leben erwecken. Die totgeglaubte junge Frau tötet daraufhin zwei der Ganoven, während der dritte an den Folgen der Gifteinwirkung verstirbt. Anschließend wandelt sie apathisch in das abseits der Ortschaft gelegene und nun zum Verkauf stehende Château Valmont, ihrem früheren Zuhause.
Unterwegs wird sie zufällig in ihrem weißen Totenkleid von der amerikanischen Schauspielerin Barbara Simon fotografiert, die mit ihrem Freund Greg, einem Fotografen, in der Region Urlaub macht. Barbara ist sofort von der jungen Frau in den Bann gezogen, erkundigt sich nach deren Identität und findet heraus, dass es sich um die verstorbene Catherine handelt, die früher in einem prachtvollen Schloss lebte.
Hélène, Catherines unzertrennliche Jugendfreundin, kehrt derweil nach sechsmonatigem Auslandsaufenthalt nach Frankreich zurück und erfährt erst jetzt von dem Tode ihrer besten Freundin, der sie einst schwor, sie im Falle ihres Ablebens in den Tod zu folgen. Sie eilt zum Familienschloss und entdeckt entsetzt zwei übel zugerichtete Leichen, die zuvor Opfer der von unstillbarem Blutdurst getriebenen Untoten wurden. Als Hélène ihre scheintote, wortkarge und völlig apathisch wirkende Freundin entdeckt, rührt sie diese Begegnung sofort vor Glück zu Tränen. Sie ahnt, dass etwas mit ihrer Freundin nicht stimmt, toleriert ihren krankheitsbedingten Zustand – sie weigert sich stur an den Tod ihrer Freundin zu glauben – und beseitigt alle verräterischen Spuren. Diese bedingungslose Loyalität geht sogar so weit, dass sie sich als lebende Blutspenderin ihrer stummen Freundin anbietet, die stillschweigend annimmt.
Catherine erholt sich ein wenig, findet langsam ihre Sprache wieder und wird sich mehr und mehr ihrer Existenz, sowie ihrer durch den Bluttrieb begangenen Taten bewusst. Die Untote sehnt sich nach Frieden, sowie ihrer letzten Ruhestätte und fordert Hélène mit Nachdruck auf, sie zu töten. Doch Hélène wird immer hartgesottener, weigert sich vehement an den Tod ihrer Freundin zu glauben und lockt „Opfer“ aufs Schloss, um den Blutbedarf ihrer „durstigen“ Freundin sicherzustellen.
Als Hélène eines Tages ein junges Mädchen in das ehrwürdige Gebäude lotst, verweigert Catherine trotz ihres Triebes weitere Bluttaten. Die Situation eskaliert. Während Hélène die eintreffenden Touristen Barbara und Greg, die mysteriöse Vorfälle auf dem Schloss vermuten, mit fast stoischer Ruhe und beängstigender Anteilslosigkeit tötet, lässt Catherine die junge gefangene Frau frei. Anschließend versucht sich die Untote im Schlossteich zu ertränken, wird aber gegen ihren Willen von Hélène gerettet. Spätestens jetzt erkennt Hélène, dass ihre Gefährtin bereits tot ist, verharrt aber bei ihrer Freundin, der sie einst einen Treueeid gab, der über den Tod hinaus Bestand hat. Am Ende des Films verliert Catherine die Kontrolle und tötet schließlich Hélène.